# Mistral Ridge
Mistral Ridge ist ein 10 km langer und hauptsächlich verschneiter Gebirgskamm an der Rymill-Küste des Palmerlands auf der Antarktischen Halbinsel. Er ragt 8 km östlich der Zonda Towers mit nordnordwest-südsüdöstlicher Ausrichtung auf.
Die United States Navy fertigte 1966 Luftaufnahmen von ihm an. Vermessungen erfolgten zwischen 1971 und 1972 durch den British Antarctic Survey. Das UK Antarctic Place-Names Committee benannte ihn 1977 nach dem Mistral, dem katabatischen Wind im Süden Frankreichs.